# Moulin du Duc
Der Moulin du Duc ist ein kleiner Fluss in Frankreich, der im Département Morbihan in der Region Bretagne verläuft. Er entsteht aus dem Zusammenfluss zweier Quellbäche an der Bergkette der Montagnes Noires im nordwestlichen Gemeindegebiet von Langonnet, entwässert generell Richtung Südsüdwest und mündet nach rund 17 Kilometern an der Gemeindegrenze von Le Saint und Le Faouët als linker Nebenfluss in den Inam.

## Orte am Fluss
(Reihenfolge in Fließrichtung)
- Kerdoupin, Gemeinde Langonnet
- Lanvoëlan, Gemeinde Gourin
- La Madeleine, Gemeinde Langonnet
- Ty-Notéric, Gemeinde Gourin
- Penquesten-Bihan, Gemeinde Langonnet
- Coat Vod Vraz, Gemeinde Le Saint
- Le Saint
- Le Diarnelez, Gemeinde Le Faouët
- Saint-Gilles, Gemeinde Le Saint
- Pont Priant, Gemeinde Le Faouët